# Villar del Arzobispo
Villar del Arzobispo, en castillan et officiellement (El Villar en valencien), est une commune d'Espagne de la province de Valence dans la Communauté valencienne. Elle est située dans la comarque de Los Serranos et dans la zone à prédominance linguistique castillane.

## Géographie

Localisation de Villar del Arzobispo
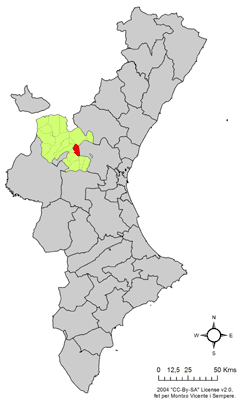
dans la Communauté valencienne.
dans la comarque de Los Serranos.

### Localités limitrophes
Le territoire communal de Villar del Arzobispo est voisin de celui des communes suivantes :
Andilla, Llíria, Casinos, Chulilla, Losa del Obispo, Domeño et Higueruelas, toutes situées dans la province de Valence.

## Démographie
| 1795  | 1960  | 1990  | 1992  | 1994  | 1996  | 1998  | 2000  | 2002  | 2004  | 2005  | 2006  | 2007  | 2008  | 2009  | 2010  |  |
| ----- | ----- | ----- | ----- | ----- | ----- | ----- | ----- | ----- | ----- | ----- | ----- | ----- | ----- | ----- | ----- |  |
| 2.250 | 3.973 | 3.433 | 3.425 | 3.345 | 3.365 | 3.394 | 3.357 | 3.305 | 3.226 | 3.173 | 3.801 | 3.828 | 3.863 | 3.894 | 3.952 |  |

### Sources
- (es) Cet article est partiellement ou en totalité issu de l’article de Wikipédia en espagnol intitulé « Villar del Arzobispo » (voir la liste des auteurs).